# 松阪市立香肌小学校
松阪市立香肌小学校（まつさかしりつ かはだしょうがっこう）は三重県松阪市の市立小学校。2022年（令和4年）5月1日現在の児童数は12人。
2008年4月に川俣小学校、波瀬小学校、森小学校の3校が併合されて新しく設置された。校舎は旧森小学校のものを使用している。

## 校区
飯高町森、飯高町青田、飯高町猿山、飯高町蓮、飯高町粟野、飯高町富永、飯高町七日市、飯高町宮本、飯高町波瀬、飯高町太良木、飯高町草鹿野、飯高町落方、飯高町舟戸、飯高町木梶、飯高町栃谷、飯高町乙栗子、飯高町加波、飯高町桑原、飯高町月出

## 地域開放型図書館
松阪市飯高地域は、地理的に松阪市図書館（松阪図書館・嬉野図書館）を利用しにくい環境にあるため、小学校内に地域開放型図書館「本処かはだ」を開設している。学校の休校日を除く毎週火曜日の13時30分から15時30分まで開館しており、松阪市在住・在勤であれば、図書室利用カードの発行を受けて利用することができる。図書室利用カードは入館証を兼ねるため、貸出利用の予定がなくとも、図書館利用時は持参する必要がある。
貸出は1人5冊までで、2週間借りることができる。学校図書館の本や、取り寄せた松阪市図書館の本を借りることもできるが、松阪市図書館の本を借りる際は、松阪市図書館の利用カードが別途必要である。